# Ardmore (Dakota del Sud)
Ardmore è una comunità non incorporata degli Stati Uniti d'America della contea di Fall River nello Stato del Dakota del Sud.

## Storia
La città fu fondata nel 1889 da coloni euroamericani. Nel 1927, il presidente Calvin Coolidge si fermò ad Ardmore. 
La città sopravvisse alla grande depressione senza una famiglia sul benessere. Il declino dell'agricoltura e il trasferimento dei giovani in altre aree di lavoro fecero scendere la popolazione. L'ultima volta che la città aveva una popolazione registrata era nel 1980, quando il censimento del 1980 mostrava una popolazione di 16 abitanti.
Si crede che la città deva il suo nome a Dora Moore, un insegnante locale.
Ardmore è stata descritta nel numero di maggio 2004 del National Geographic Magazine. La comunità si trova a circa un miglio a nord del confine tra Dakota del Sud e Nebraska, lungo la South Dakota Highway 71. Si trova vicino a un tratto della ferrovia BNSF. Circa 15-25 case abbandonate sono sopravvissute sul sito. Il cartello della città è ancora in piedi. Tra i suoi ex residenti c'era il fuorilegge Doc Middleton.
Ardmore ha celebrato una riunione il 4 settembre 2010, presso l'Ardmore Volunteer Fire Department.